# Hessisches Staatsarchiv Darmstadt

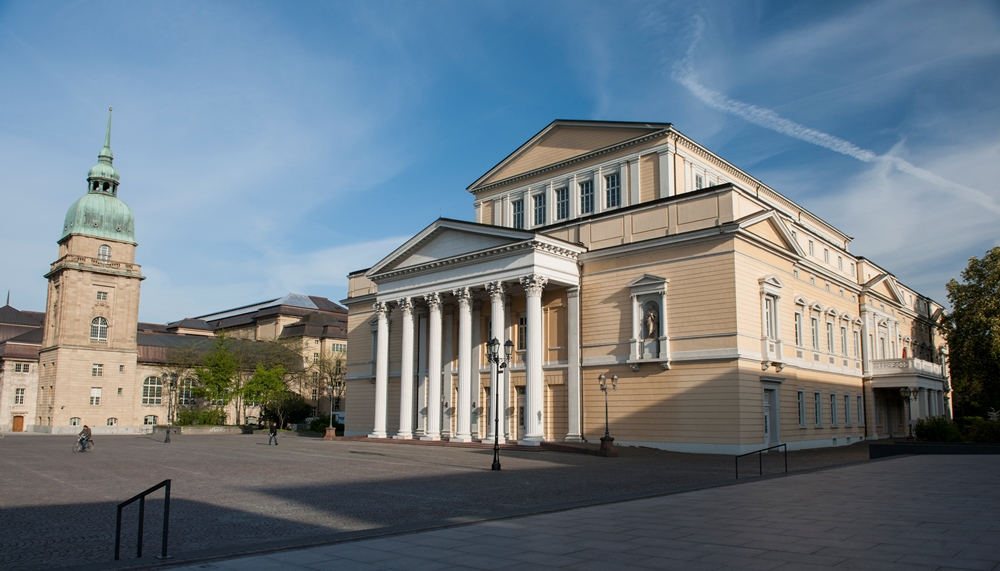
Haus der Geschichte

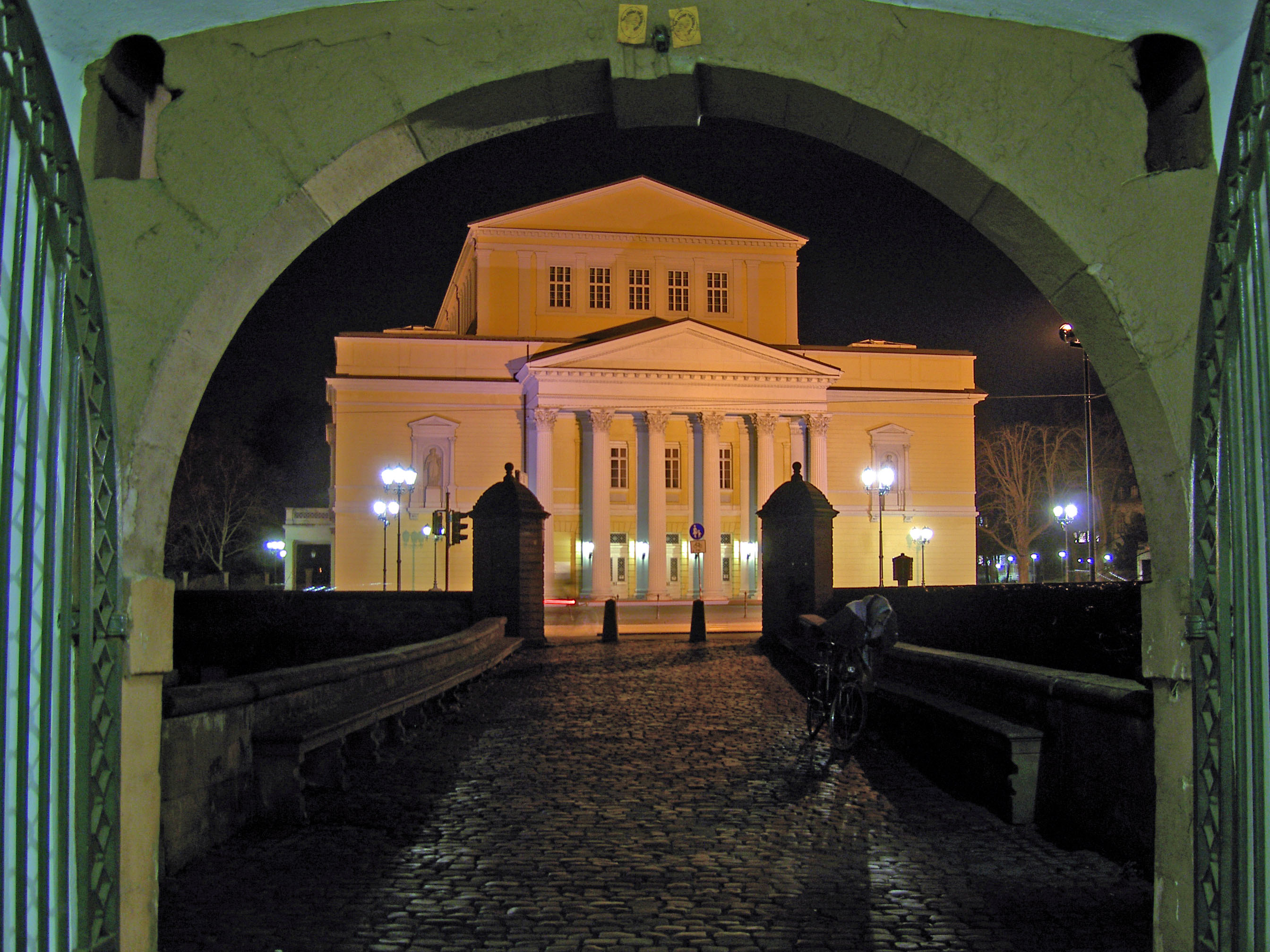
Haus der Geschichte bei Nacht

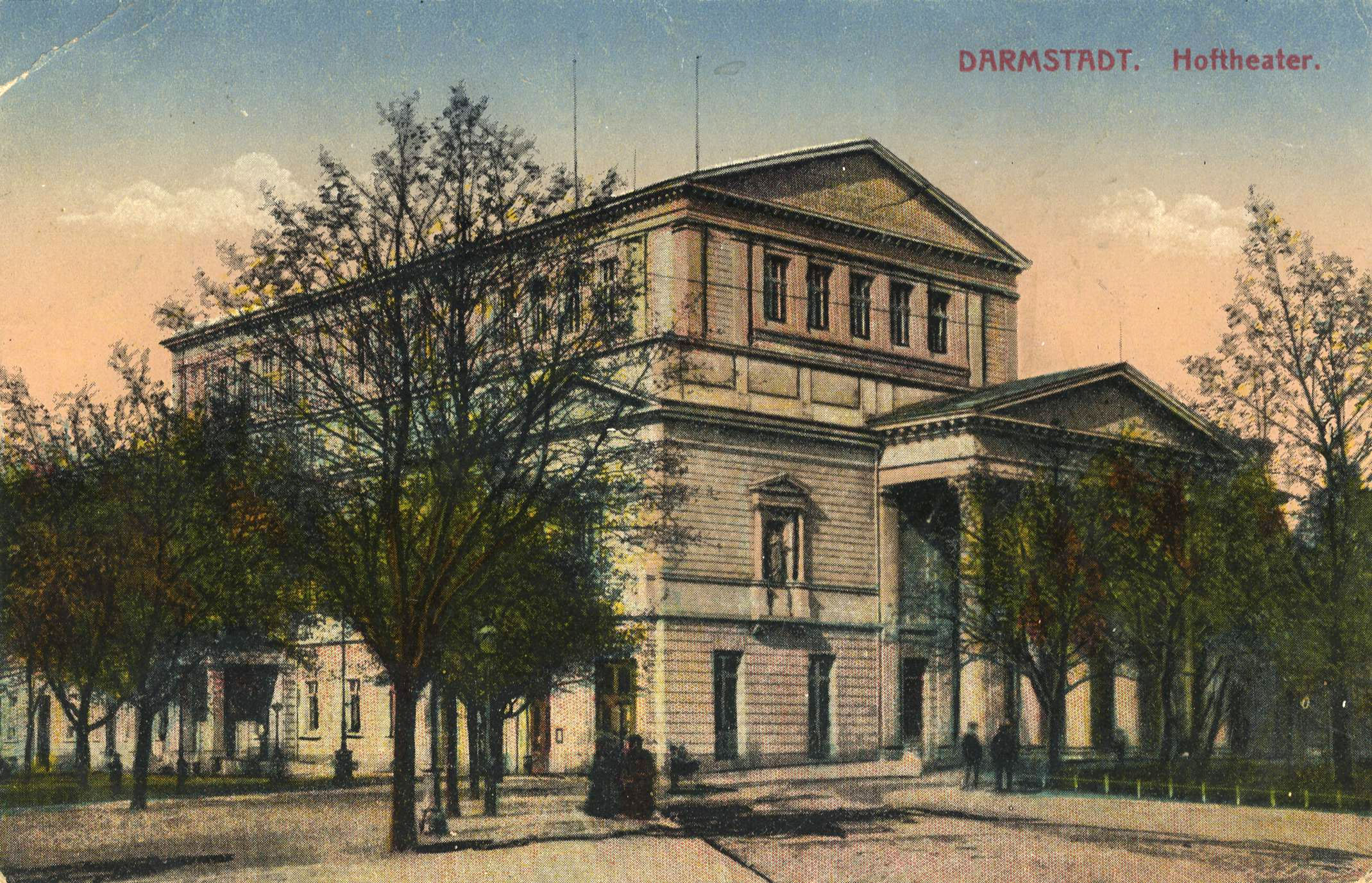
Ehemaliges Hof- und Landestheater (1917)

Das Hessische Staatsarchiv Darmstadt (HStAD) ist eine der Abteilungen des Hessischen Landesarchivs und hat seinen Sitz in Darmstadt am Karolinenplatz. Es dient neben dem Hessischen Hauptstaatsarchiv Wiesbaden und dem Hessischen Staatsarchiv Marburg als Regionalarchiv. Das Hessische Staatsarchiv Darmstadt ist zuständig für Süd- und Teile Mittelhessens.

## Geschichte
Das Hessische Staatsarchiv Darmstadt ist hervorgegangen aus der im 16. Jahrhundert eingerichteten Kanzleiregistratur der Landgrafschaft Hessen-Darmstadt, die sich zum Hof- und Staatsarchiv des Großherzogtums Hessen entwickelte. Seit 1725 war es im einstigen Residenzschloss der Landgrafen und Großherzöge in Darmstadt untergebracht. Mit dem Wandel der Staatsformen wurde es nach 1918 das „Hessische Staatsarchiv“ des Volksstaates Hessen. Das Schloss wurde – wie die gesamte Darmstädter Innenstadt – bei der Bombardierung Darmstadts im September 1944 schwer getroffen und erlitt erhebliche Verluste. Im Zuge der Gründung des Bundeslandes Hessen wurde das Archiv 1946 regionales Staatsarchiv für den Bereich des Regierungsbezirks Darmstadt. Seit dem 1. Januar 2018 ist das Staatsarchiv Darmstadt eine Abteilung des Hessischen Landesarchivs.

## Leitung
- 1855–1876 Ludwig Baur[3]
- 1877–1911 Gustav Schenk zu Schweinsberg[4]
- 1937–1958 Ludwig Clemm
- 1959–1971 Friedrich Knöpp
- 1971–1996 Eckhart G. Franz
- 1997–2011 Friedrich Battenberg
- 2012–2013 Klaus-Dieter Rack (komm.)
- 2014–2020 Johannes Kistenich-Zerfaß
- seit 2021 Rouven Pons

## Bestände
Insgesamt umfasst die Überlieferung des Hessischen Staatsarchivs Darmstadt eine Zeitspanne von der Karolingerzeit bis zur Gegenwart. Dabei werden inzwischen nicht nur schriftliche Zeugnisse bewahrt, sondern auch Ton- und elektronische Datenträger. Im Einzelnen handelt es sich um
- 44.130 Urkunden ab dem Jahr 867,
- 27,8 Regalkilometer Akten und Amtsbücher, Salbücher, Protokolle, Rechnungen und Kataster,
- 309.257 Karten, Pläne und Plakate und
- 104.595 Abbildungen und Fotografien.

Im Jahr 2014 verzeichnete das Archiv 627 Benutzer mit 2146 Benutzertagen.
Aus der Zeit vor 1945 verwahrt das Staatsarchiv Darmstadt die Überlieferung der Behörden der Landgrafschaft, des späteren Großherzogtums und anschließenden Volksstaates Hessen und seiner Provinzen Starkenburg, Oberhessen und Rheinhessen von 1820 bis 1945. Hinzu treten Bestände von Territorien des Alten Reichs die in Hessen-Darmstadt aufgegangen sind, wie z. B. Ritterschaft und Burg Friedberg, Grafschaften Schlitz, Solms-Rödelheim, Hanau-Lichtenberg, Erbach-Schönberg sowie Teilbestände aus Territorien, die nur teilweise an Hessen-Darmstadt gefallen sind, wie z. B. Kurfürstentum Mainz, Bistum Worms, Mittel- und Oberrheinische Reichsritterschaft.
Wichtige Ergänzungen zur staatlichen Überlieferung bieten neben den im Staatsarchiv Darmstadt verwahrten Archiven verschiedener Standesherrschaften und Adelsfamilien, so z. B. der Familie von Riedesel, Dalberg, Pretlack, Wolff von Todenwarth, Wurmser von Vendenheim, auch zahlreiche Nachlässe, etwa von Heinrich von Gagern, Karl du Bos du Thil, Reinhard von Dalwigk, Carl Ulrich, Wilhelm Leuschner und Ludwig Bergsträsser.
Die im Großherzoglichen Haus- und Familienarchiv verwahrten Briefe und Sammlungen spiegeln die dynastische Verflechtung des Hauses Hessen-Darmstadt mit dem europäischen Hochadel wider.
Heute liefern Behörden und Gerichte des Landes Hessen und Bundesbehörden im Regierungsbezirk Darmstadt ihre zu archivierenden Unterlagen im Hessischen Staatsarchiv Darmstadt ab. Auch Schriften von Parteien, Verbänden und Vereinen sowie zeitgeschichtliche Dokumentation wurden und werden archiviert.
Die Bibliothek umfasst ca. 130.000 Bände sowie Zeitschriften und Zeitungen zum Spezialsammelgebiet Südhessische Landeskunde.

## Findmittel
Die Bestände des Staatsarchivs finden sich in der online zugänglichen Datenbank Arcinsys, in der mehr als 1,8 Millionen Verzeichnungseinheiten recherchierbar sind. Viele Archivalien stehen digitalisiert zur Verfügung, darunter Karten, Plakate und Fotos.
Es gibt zudem eine 1997 gedruckte Beständeübersicht.
An Ort und Stelle werden weitere frei zugängliche Find- und Hilfsmittel bereitgestellt. Die Ergebnisse der archivischen Arbeit wurden darüber hinaus in der Reihe „Repertorien des Hessischen Staatsarchivs Darmstadt“ (mehr als 60 Bände) veröffentlicht.

## Haus der Geschichte
Seit 1993, als der „Moller-Bau“, das ehemalige Hof- und Landestheater, als Archivzweckbau neu errichtet wurde, bilden dort
- Hessisches Staatsarchiv Darmstadt,
- Stadtarchiv Darmstadt,
- Hessisches Wirtschaftsarchiv,
- Großherzogliches Haus- und Familienarchiv
- Archiv der Technischen Universität Darmstadt
- Historischer Verein für Hessen
- Historische Kommission für Hessen
- Hessische familiengeschichtliche Vereinigung
- Kommunale Archivberatung Hessen

zusammen unter einem Dach das Haus der Geschichte.
1817 hatte Georg Moller das Theater in klassizistischem Stil errichtet. 1879 wurde es umgebaut, im Zweiten Weltkrieg beim Luftangriff auf Darmstadt zerstört. Die wenigen an den Originalzustand wieder angenäherten historischen Räume, wie der Karolinensaal, werden durch Vorträge und andere kulturelle Veranstaltungen öffentlich genutzt.
Das Staatsarchiv wurde 2012 von 601 Nutzern (2010: 718; 2011: 655) mit insgesamt 2.054 Benutzertagen (2010: 2.249; 2011: 2.236) besucht.

## Sonstige Aktivitäten
- Das archivpädagogische Angebot richtet sich gezielt an Lehrer und Schüler. Es führt in die Nutzung eines Archivs ein und bietet Fortbildungsseminare. Die archivpädagogisch konzipierten Dokumentenmappen „Geschichte im Archiv“ bereiten Quellen in Faksimile-Edition auf und kommentieren sie.
- Das Staatsarchiv zeigt regelmäßig Ausstellungen, die von einem wissenschaftlichen, archivpädagogischen Rahmenprogramm begleitet werden.
- Angeboten werden regelmäßige Führungen durch das Staatsarchiv.
- Das Staatsarchiv bietet Nutzerseminare an, bei denen z. Bsp. in das Arbeiten mit Arcinsys eingeführt wird.
- Mit dem Historischen Verein für Hessen gibt das Hessische Staatsarchiv Darmstadt das seit 1834 erscheinende Jahrbuch Archiv für hessische Geschichte und Altertumskunde heraus.
- Die Historische Kommission für Hessen publiziert landesgeschichtliche Quellen und Monographien.
- Das Staatsarchiv beteiligt sich zusammen mit den anderen Institutionen im Haus der Geschichte am Tag des offenen Denkmals.